# Череха (растение)
Чере́ха — гибрид вишни и черешни, выведенный во Львове (в его предместье Клепарове).
В литературе это растение известно как Kleparover Süss-Weichsel (в немецкой), Griotte de Kleparow (во французской) или Sour Cherry of Kleparow (в английской).
В 1555 году во Львове был издан указ, который обязывал оберегать и культивировать черехи. До начала 1990-х годов в районе Клепарова была улица с названием Череховая (укр. Черехова), которая была переименована в улицу Черемховую (укр. Черемхова).

## Описание
Согласно «Pomologie Générale», черехи выглядят так:
Ветви светло-зелёные с красным оттенком, перидерм при основании светлый. Лист крупный, овальный, сильно зубчатый, с длинным острым концом, вогнутый по центральной жилке; хвостоножки крепкие, короткие, ярко-красные и не имеют желез. Прилистники средней длины, слегка удлиненные в основе, зубчатые. Цветы среднего и скорее малого размера. Лепестки эллиптически-округлые, вогнутые, частично перекрывают друг друга. Чашечка короткая, довольно большая, почти острая, имеет выразительные красные переборки и крепкую цветоножку.
В период плодоношения лист намного крупнее, имеет короткий конец, сморщенный возле основания, и более ярко-зелёный оттенок.